# Centro Universitário de Bauru
O Centro Universitário de Bauru, antiga Instituição Toledo de Ensino, é uma instituição de ensino superior sediada na cidade Bauru, interior paulista, Brasil. Foi fundada em 21 de abril de 1950 pelo professor Antônio Eufrásio de Toledo, e inicialmente foi intitulada de Escola Técnica de Bauru, oferecendo os cursos de Química Industrial e Pontes, Estradas e Edificações. De acordo com o Ranking Universitário Folha, a Faculdade de Direito da Instituição Toledo de Ensino está entre as 140 melhores do Brasil e foi a décima primeira do Estado de São Paulo em 2019. Em 2007, o curso de Mestrado em Direito do Programa de Pós-graduação da instituição recebeu nota 5 da Capes. Posteriormente, a Capes também atribuiu nota 5 ao curso de Doutorado em Direito da instituição. Em 2017, o programa recebeu nota 2 da Capes, abaixo do recomendado, mas, por meio de recurso à Capes, houve correção da avaliação da nota para 4. 

## História
Em 1951, foi criada a Faculdade de Direito de Bauru, que teve como seu primeiro diretor o saudoso Dr. Ulysses Guimarães, amigo pessoal do Prof. Antônio Eufrásio de Toledo.
Um ano depois, inaugurou a Faculdade de Educação Física. O prédio que abrigava os dois cursos localizava-se à rua Antonio Alves, nº 9-72, centro de Bauru (SP). 
Posteriormente, o Comendador Daniel Pacífico, grande personalidade bauruense, doou o terreno para a construção dos prédios que abrigariam a Instituição Toledo de Ensino (ITE). Iniciava-se o grande projeto educacional de interiorização do ensino superior também com a criação das Faculdades de Ciências Econômicas (em 1959) e de Serviço social (em 1963).
A Instituição Toledo de Ensino fundou ainda diversas unidades em outros municípios do interior paulista e também de outros Estados que, por sua vez, deram origem a centros universitários que perduram até os dias atuais .

### Cronologia Histórica
Em 25 de Outubro de 1951 foi fundada a Faculdade de Direito de Bauru, autorizada a funcionar em Julho de 1952 e reconhecida por Decreto Federal em Outubro de 1956; em 05 de Fevereiro de 1952 são reconhecidos os Cursos Técnicos pelo Governo Federal; em 01 de Dezembro de 1952 é autorizado o funcionamento dos cursos de Educação Física e Técnico Esportivo;
Já em 06 de Novembro de 1959 foi criado o Curso de Ciências Econômicas, autorizado a funcionar em Julho de 1960, juntamente com o Curso de Ciências Contábeis, que foram reconhecidos posteriormente em Maio de 1968; em Setembro de 1963 foi fundada a Faculdade de Serviço Social de Bauru, reconhecida por Decreto Federal em Março de 1968.
Em outubro de 1968, a ITE inaugura o seu Centro de Pós-Graduação (CPG) com o intuito de aprimoramento do corpo docente pertencente à Mantenedora e como instrumento de aproximação dos profissionais da região com o meio acadêmico. Atualmente, o CPG oferece a seus acadêmicos 13 cursos nos programas de Lato e Stricto Sensu, abrangendo diversas áreas do conhecimento (Direito, Administração, Serviço Social e Interdisciplinares).
Em fevereiro de 2004, outro importante passo rumo à expansão. O Ministério da Educação (MEC), por meio de Decreto Federal, autoriza o funcionamento dos cursos de Administração com Ênfase em Sistemas de Informação, Administração com Ênfase em Comércio Exterior, Ciências Aeronáuticas com Habilitação em Pilotagem Comercial, Gestão de Negócios Imobiliários e Gestão de Pequenas e Médias Empresas, que passam a integrar o rol de graduações oferecidas pela Faculdade de Ciências Econômicas de Bauru (que já englobava os cursos de Administração de Empresas, Ciências Contábeis e Ciências Econômicas).
Por fim, em fevereiro de 2006, entram em funcionamento, através de Decreto Federal também expedido pelo MEC, a nova unidade da ITE, localizada no município de Botucatu (SP). Os novos campi, de início, passam a abrigar os cursos de Direito, Administração, Administração com Ênfase em Sistemas de Informação e Administração com Ênfase em Comércio Exterior.
Em 2010 se tornou o Centro Universitário de Bauru.

## Infraestrutura
A faculdade é dotada de uma ótima infraestrutura que oferece aos seus alunos conforto e comodidade, conta com salas de aulas climatizadas, auditórios, sala de videoconferência, quadra poliesportiva, praça de alimentação, academia e um salão do júri. Há também a empresa júnior onde os alunos da instituição oferecem auditorias e consultorias para empresas públicas e privadas. Conta também com um núcleo de práticas jurídicas localizado no Bloco 4 do Centro Universitário de Bauru, e um escritório jurídico localizado em frente ao bloco 4 onde é oferecida assistência jurídica a comunidade local. Apesar de tradicional a Instituição Toledo de Ensino possui laboratórios de informática para atender seus alunos, conta também com 3 bibliotecas dentro de seu campus além de uma pequena livraria jurídica na Faculdade de Direito. A faculdade se destaca pela réplica da Torre Eiffel localizada no estacionamento do Centro Universitário de Bauru, construída para comemorar os 25 anos da Faculdade de Direito de Bauru e também ressaltar que o principio desta instituição são os mesmos usados na Revolução Francesa que é liberdade, igualdade e fraternidade.   

## Personalidades Ilustres
- André Luiz de Almeida Mendonça - Ministro do Supremo Tribunal Federal
-Milton Ribeiro - Ministro da Educação entre julho de 2020 e maio de 2022
-Claudia Mansani Queda Toledo - Presidente do CAPES ligado ao MEC
- Manoel de Queiroz Pereira Calças - Presidente do Tribunal de Justiça de São Paulo entre 2018 e 2019
-Damasio de Jesus - Jurista Brasileiro e Fundador do Complexo Damásio de Educação
-Luíz Elias Tamara - Desembargador do Tribunal de Justiça de São Paulo
-Vanderci Álvares - Desembargador do Tribunal de Justiça de São Paulo
-Irineu Antônio Pedrotti - Desembargador do Tribunal de Justiça de São Paulo
-Irineu Jorge Fava - Desembargador do Tribunal de Justiça de São Paulo